# Ван Цян
Ван Цян (Wang Qiang, спрощ.: 王蔷; піньїнь: Wáng Qiáng; нар. 14 січня 1992, Тяньцзінь) — китайська тенісистка.
Свою першу перемогу в турнірах WTA Ван здобула на Jiangxi International Women's Tennis Open 2018.
У листопаді 2018 року після вдалого виступу в WTA Elite Trophy, де вона поступилася в фіналі Ешлі Барті, Ван Цян увійшла до чільної двадцятки рейтингу WTA.

### WTA Elite Trophy

#### Одиночний розряд: 1 фінал
| Результат | Рік  | Турнір | Поверхня | Супротивниця | Рахунок  |
| --------- | ---- | ------ | -------- | ------------ | -------- |
| Поразка   | 2018 | Чжухай | Хард     | Ешлі Барті   | 3–6, 4–6 |

## Фінали турнірів WTA

### Одиночний розряд: 3 (2 титули)
| Результат | В-П | Дата     | Турнір                     | Покриття | Супротивниця     | Рахунок        |
| --------- | --- | -------- | -------------------------- | -------- | ---------------- | -------------- |
| Перемога  | 1–0 | Лип 2018 | Jiangxi Open, Наньчан, КНР | Тверде   | Чжен Сайсай      | 7–5, 4–0 прип. |
| Перемога  | 2–0 | Вер 2018 | Guangzhou Open, КНР        | Хард     | Юлія Путінцева   | 6–1, 6–2       |
| Поразка   | 2–1 | Жов 2018 | Hong Kong Open, Гонконг    | Хард     | Даяна Ястремська | 2–6, 1–6       |

### Парний розряд: 1 фінал
| Легенда                             |
| ----------------------------------- |
| Турніри Великого шолома (0–0)       |
| Турніри WTA Tour (0–0)              |
| Premier Mandatory & Premier 5 (0–0) |
| Premier (0–0)                       |
| International (0–1)                 |

| Фінали за покриттям |
| ------------------- |
| Тверде (0–1)        |
| Трава (0–0)         |
| Ґрунт (0–0)         |

| Результат | №  | Дата           | Турнір                | Покриття | Партнер    | Опоненти                  | Рахунок  |
| Поразка   | 1. | 15 жовтня 2017 | Hong Kong Tennis Open | Тверде   | Лю Цзяцзін | Чжань Хаоцін Латіша Чжань | 1–6, 1–6 |

## Фінали турнірів серії WTA 125К

### Одиночний розряд: 2 (1 титул, 1 поразка)
| Результат | Ранг | Дата           | Турнір         | Покриття | Опонент      | Рахунок                 |
| --------- | ---- | -------------- | -------------- | -------- | ------------ | ----------------------- |
| Поразка   | 1.   | 27 жовтня 2014 | Ningbo Open    | Тверде   | Магда Лінетт | 6–3, 5–7, 1–6           |
| Перемога  | 1.   | 23 квітня 2017 | Zhengzhou Open | Тверде   | Пен Шуай     | 3–6, 7–6(7–3), 1–1 ret. |

## ITF Circuit finals

### Одиночний розряд: 17 (13–4)
| Фінали за категорією |
| Турніри $100,000     |
| Турніри $75,000      |
| Турніри $50,000      |
| Турніри $25,000      |
| Турніри $15,000      |
| Турніри $10,000      |

| Records за покриттям |
| Тверде (10–3)        |
| Ґрунт (0–0)          |
| Трава (1–1)          |
| Килим (2–0)          |

| Результат | Ранг | Дата              | Турнір                   | Покриття | Опонент                       | Рахунок            |
| --------- | ---- | ----------------- | ------------------------ | -------- | ----------------------------- | ------------------ |
| Перемога  | 1.   | 11 листопада 2010 | Префектура Хіого, Японія | Килим    | Yurina Koshino                | 6–1, 6–4           |
| Runner–up | 1.   | 19 червня 2011    | Балікпапан, Індонезія    | Тверде   | Варатчая Вонгтінчай           | 5–7, 3–6           |
| Перемога  | 2.   | 18 березня 2012   | Sanya, КНР               | Килим    | Han Xinyun                    | 6–2, 6–4           |
| Перемога  | 3.   | 8 травня 2012     | Пекін, КНР               | Тверде   | Латіша Чжань                  | 6–2, 6–4           |
| Перемога  | 4.   | 2 грудня 2012     | Бангкок, Таїланд         | Тверде   | Nungnadda Wannasuk            | 6–2, 6–1           |
| Перемога  | 5.   | 9 грудня 2012     | Бангкок, Таїланд         | Тверде   | Xin Wen                       | 4–6, 6–3, 6–4      |
| Runner–up | 2.   | 28 квітня 2013    | Wenshan, КНР             | Тверде   | Zhang Yuxuan                  | 6–1, 6–7(4–7), 2–6 |
| Runner–up | 3.   | 5 травня 2013     | Ґіфу, Японія             | Трава    | Ан-Софі Месташ                | 6–1, 3–6, 0–6      |
| Перемога  | 6.   | 23 лютого 2014    | Нью-Делі, Індія          | Тверде   | Бейгельзимер Юлія Емануїлівна | 6–1, 6–3           |
| Перемога  | 7.   | 19 травня 2014    | Куруме (Фукуока), Японія | Трава    | Ходзумі Ері                   | 6–3, 6–1           |
| Перемога  | 8.   | 25 травня 2014    | Тяньцзінь, КНР           | Тверде   | Zhu Lin                       | 6–3, 6–2           |
| Перемога  | 9.   | 3 серпня 2014     | Ухань, КНР               | Тверде   | Луксіка Кумхун                | 6–2, 6–2           |
| Перемога  | 10.  | 6 липня 2015      | Бангкок, Таїланд         | Тверде   | Zhang Kailin                  | 6–2, 6–4           |
| Перемога  | 11.  | 27 березня 2016   | Quanzhou, КНР            | Тверде   | Liu Fangzhou                  | 6–2, 6–2           |
| Перемога  | 12.  | 17 квітня 2016    | Shenzhen, КНР            | Тверде   | травняо Hibi                  | 6–2, 6–0           |
| Runner–up | 4.   | 8 травня 2016     | Ґіфу, Японія             | Тверде   | Hiroko Kuwata                 | 2–6, 6–2, 4–6      |
| Перемога  | 13.  | 30 липня 2016     | Ухань, КНР               | Тверде   | Луксіка Кумхун                | 7–5, 6–2           |

### Парний розряд: 2 (1–1)
| Результат | Ранг | Дата            | Турнір                        | Покриття   | Партнер       | Опоненти                  | Рахунок          |
| --------- | ---- | --------------- | ----------------------------- | ---------- | ------------- | ------------------------- | ---------------- |
| Runner–up | 1.   | 25 вересня 2010 | Макінохара (Сідзуока), Японія | Килим      | Kao Shao-yuan | Lu Jiajing Lu Jiaxiang    | 5–7, 6–1, [9–11] |
| Перемога  | 1.   | 25 жовтня 2010  | Тайбей, Тайвань               | Тверде (i) | Kao Shao-yuan | Juan Ting-fei Чжен Сайсай | 6–3, 7–6(7–2)    |

## Виступи у турнірах Великого шолома

### Одиночний розряд
| Турнір                                 | 2014 | 2015 | 2016 | 2017 | 2018 | 2019 | Усп    | В–П   |
| -------------------------------------- | ---- | ---- | ---- | ---- | ---- | ---- | ------ | ----- |
| Відкритий чемпіонат Австралії з тенісу | A    | 1R   | 2R   | 1R   | 1R   | 3к   | 0 / 5  | 3–5   |
| Відкритий чемпіонат Франції з тенісу   | A    | 1к   | 2к   | 1к   | 3к   | 2к   | 0 / 5  | 4–5   |
| Вімблдонський турнір                   | A    | 1к   | 1к   | 2к   | 1к   | 3к   | 0 / 5  | 3–5   |
| Відкритий чемпіонат США з тенісу       | 2к   | 2к   | 2к   | 1к   | 3к   |      | 0 / 4  | 4–5   |
| Всього                                 | 1–1  | 1–4  | 3–4  | 1–4  | 4–4  | 5-3  | 0 / 20 | 15–20 |

## Перемоги над гравцями першої 10-ки
| #            | Гравець       | Рейтинг      | Турнір                                      | Покриття     | Раунд        | Рахунок      | QW Рейтинг   |
| Тур WTA 2018 | Тур WTA 2018  | Тур WTA 2018 | Тур WTA 2018                                | Тур WTA 2018 | Тур WTA 2018 | Тур WTA 2018 | Тур WTA 2018 |
| ------------ | ------------- | ------------ | ------------------------------------------- | ------------ | ------------ | ------------ | ------------ |
| 1.           | Вінус Вільямс | Ранг 9       | Відкритий чемпіонат Франції з тенісу, Париж | Ґрунт        | 1-е коло     | 6–4, 7–5     | Ранг 91      |